# Sakari Salminen
Sakari Salminen, född 31 maj 1988 i Björneborg, är en finländsk professionell ishockeyspelare som spelar för Växjö Lakers i SHL. Han var med och vann OS brons med Finland 2014. 

## Klubbar
- Ässät Moderklubb–2010
- KalPa 2010–2013
- Torpedo Nizjnij Novgorod 2013–2015
- Fribourg-Gottéron 2015–2016
- Växjö Lakers 2016–